# Episymploce mamillatus
Episymploce mamillatus är en kackerlacksart som först beskrevs av Feng, P. och Patrick C.Y. Woo 1988.  Episymploce mamillatus ingår i släktet Episymploce och familjen småkackerlackor. Inga underarter finns listade i Catalogue of Life.